# Culcitium discolor
Culcitium discolor là một loài thực vật có hoa trong họ Cúc. Loài này được Raimondi ex Herrera mô tả khoa học đầu tiên năm 1921.